# The Chainheart Machine
The Chainheart Machine er det andet album fra det svenske melodiske dødsmetal-band Soilwork der blev udgivet i 2000 gennem Listenable Records og er kendt som en favorit blandt mange fans. Albummet er et koncept album der er relateret til "Chainheart Machine." Efter sangen "Room No. 99" er der et skjult nummer der kun er 39 sekunder lang. På den japanske version blev nummeret "Shadowchild" tilføjet.

## Numre
1. "The Chainheart Machine" – 4:01
2. "Bulletbeast" – 4:37
3. "Millionflame" – 4:20
4. "Generation Speedkill" – 4:27
5. "Neon Rebels" – 3:23
6. "Possessing The Angels" – 3:55
7. "Spirits Of The Future Sun" – 6:00
8. "Machine Gun Majesty" – 5:06
9. "Room No. 99" – 7:39
10. Skjult nummer – 0:39
11. "Shadowchild" (Japansk bonusnummer)

## Musikere
- Bjorn "Speed" Strid − Vokal
- Peter Wichers − Guitar
- Ola Frenning − Guitar
- Ola Flink − Bas
- Carlos Del Olmo Holmberg − Keyboard
- Henry Ranta − Trommer